# Francis Charmes

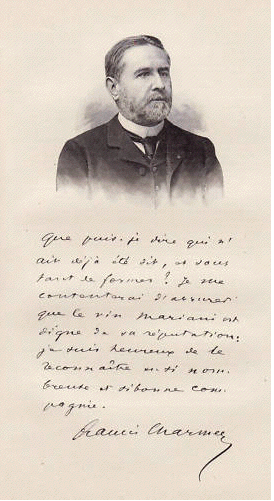
Francis Charmes

Francis Charmes, eigentlich Marie-François Charmes, (* 21. April 1848 auf Château de Baradel, Aurillac; † 4. Januar 1916 in Paris) war ein französischer Journalist, Diplomat und Politiker.

## Leben
Charmes besuchte die Gymnasien in Clermont-Ferrand und Poitiers und war anschließend Beamter des staatlichen Fürsorgeamtes. Kurz nach dem Deutsch-Französischen Krieg begann eine journalistische Karriere. Schnell galt er als talentierter Schreiber und wurde 1872 Redakteur des Journal des Débats. 1880 berief ihn die französische Regierung zum stellvertretenden Abteilungsleiter der politischen Abteilung des Auswärtigen Amtes. 1885 wurde Charmes Abteilungsleiter und blieb bis 1889. Anschließend zog es ihn zurück in den Journalismus und er arbeitete bis 1907 wieder für das Journal des Débats. Außerdem schrieb er regelmäßig für die Revue des Deux Mondes.
Schon Anfang der 1880er Jahre wurde Charmes auch politisch aktiv: Von 1881 bis 1885 und von 1889 bis 1898 war er Abgeordneter des Département Cantal in der französischen Abgeordnetenkammer. Von 1900 bis 1912 war er Mitglied des Senats.
Francis Charmes wurde 1908 in die Académie française auf den 40. Fauteuil gewählt.

## Werk
- Études historiques et diplomatiques, Hachette, Paris, 1893
- Chroniques politiques de la Revue des Deux Mondes. Paris, 1894
- mit Anatole Leroy-Beaulieu: Les questions actuelles de politique étrangère en Europe. Alcan, Paris, 1907
- L’Allemagne contre l’Europe, la guerre 1914–1915. Perrin, Paris, 1915

## Ehrungen
- Offizier der Ehrenlegion